# Cobre coloidal
El cobre coloidal es un suplemento mineral líquido que deriva de arcillas que contienen aluminosilicato o de depósitos de pizarra húmica. El cobre coloidal tiende a corregir las deficiencias de cobre en el cuerpo humano debido a que se absorben mejor las sustancias coloidales a las tabletas o cápsulas.